# Aseraggodes zizette
Aseraggodes zizette is een  straalvinnige vissensoort uit de familie van eigenlijke tongen (Soleidae). De wetenschappelijke naam van de soort is voor het eerst geldig gepubliceerd in 2007 door Randall & Desoutter-Meniger.